# Caraphia depressa
Caraphia depressa là một loài bọ cánh cứng trong họ Cerambycidae.